# Ferrovia Buenos Aires-Toay
La ferrovia Buenos Aires-Toay (Ramal Once-Santa Rosa-Toay in spagnolo) è una linea ferroviaria argentina che unisce la capitale Buenos Aires con la cittadina di Toay, nella provincia di La Pampa.
Il servizio passeggeri, compreso esclusivamente nel tratto Once-Bragado, è gestito dalla compagnia statale Trenes Argentinos Operaciones.

## Storia
Il primo segmento della ferrovia, compreso tra la stazione del Parque di Buenos Aires e quella di Floresta, fu inaugurato il 29 agosto 1857 diventando così la prima linea ferroviaria dell'Argentina. Negli anni successivi la compagnia Ferrocarril Oeste de Buenos Aires continuò ad estendere il tracciato giungendo a Chivilcoy nel 1866. Santa Rosa venne raggiunta dalla ferrovia nel 1897.
Dal 14 ottobre 2013 il servizio passeggeri nell'area metropolitana di Buenos Aires è gestito da Trenes Argentinos Operaciones.

## Traffico ferroviario
La ferrovia, nel tratto compreso tra la stazione di Once e quella di Mercedes, forma parte della linea Sarmiento ed è gestita dalla compagnia statale Trenes Argentinos Operaciones. I treni regionali a lunga distanza, limitati solo al troncone tra Once e Bragado, sono gestiti sempre dalla Trenes Argentinos Operaciones.
I treni merci tra Mercedes e Bragado sono gestiti dalla compagnia statale Trenes Argentinos Cargas, mentre tra Bragado e Toay dalla FerroExpreso Pampeano.